# Dean Henderson
Dean Bradley Henderson (* 12. března 1997 Whitehaven) je anglický profesionální fotbalový brankář, který hraje v anglickém klubu Crystal Palace FC a v anglickém národním týmu.
Henderson podepsal svou první profesionální smlouvu v Manchesteru United v roce 2015 a prodloužil ji v roce 2018 o další dva roky až do roku 2022. V Manchesteru debutoval ve třetím kole EFL Cupu proti Luton Townu v roce 2020. V průběhu svého angažmá odešel na mnohá hostování. V Premier League debutoval v dresu Sheffieldu United v roce 2019.
Anglii reprezentoval na úrovních do 16 let, do 17 let, do 20 let, do 21 let a v roce 2020 odehrál své doposud jediné utkání v seniorské reprezentaci.

## Klubová kariéra

### Manchester United
Henderson vstoupil do akademie Manchester United ve věku 14 let, poté, co strávil šest let v Carlisle United. Do akademie nastoupil v srpnu 2011. V sezóně 2013/14 se stal brankářskou jedničkou týmu do 18 let.
V sezóně 2014/15 Henderson nadále působil v týmu U18, když nastoupil do 25 zápasů, ale ke konci sezóny utrpěl zranění. Přesto byl mezi nominovanými na cenu Mladý hráč roku Jimmyho Murphyho, vítězem se však stal Axel Tuanzebe. V srpnu 2015 podepsal svou první profesionální smlouvu s klubem.

#### Stockport County (hostování)
Dne 12. ledna 2016 odešel na hostování do Stockportu County, hrající National League North.Debutoval v klubu 16. ledna 2016 při remíze 1:1 proti Nuneatonu Town.
Dne 22. února 2016 byl, kvůli mnohým zraněním v A-týmu, Henderson povolán zpátky z hostování a byl poprvé povolán k zápasu seniorskému týmu Manchesteru United, když zápas FA Cupu proti Shrewsbury Town proseděl na lavičce náhradníků.
Henderson se poté navrátil zpátky do Stockportu, na další hostování. Svůj další zápas v klubu odehrál 26. března 2016 při prohře 2:0 proti North Ferriby United. Celkem v klubu odehrál devět zápasů a udržel tři čistá konta.

#### Grimsby Town (hostování)
Dne 31. srpna 2016, se Henderson připojil ke klubu Grimsby Town FC na půlroční hostování do začátku ledna 2017. Henderson debutoval 26. prosince 2016 při vítězství 2:0 nad Accringtonem Stanley. Po svém debutu ocenil jeho výkon manažer Marcus Bignot. Dne 31. prosince 2016 prodloužil Henderson své hostování do konce ledna 2017. Ve stejný den udržel další čisté konto při remíze 0:0 proti Blackpoolu.
Dne 25. ledna 2017 bylo brankářovo hostování opět prodlouženo, a to až do konce sezóny 2016/17. Manchester United však 3. února 2017 povolal Hendersona zpátky, kvůli zranění třetího brankáře Joela Castra Pereiru.

#### Shrewsbury Town (hostování)
Dne 10. července 2017 odešel Henderson na další hostování, tentokrát do třetiligového Shrewsbury Town do konce sezóny 2017/18. Henderson debutoval v klubu v prvním utkání sezóny, kde udržel čisté konto, při výhře 1:0 nad Northamptonem. V následujícím zápase opět udržel čisté konto při výhře 1:0 nad AFC Wimbledon.
V prosinci udržel Henderson tři čisté konta v zápasech proti Blackpoolu, Portsmouthu a Wiganu Athletic. Nicméně 13. ledna 2018 dostal Henderson třízápasový trest poté, co byl zapojený do hádky s příznivcem soupeře v průběhu utkání proti Blackburn Rovers. Henderson se vrátil do základní sestavy 13. února 2018, a to v utkání proti Fleetwoodu.
Dne 8. dubna 2018 odehrál na stadionu ve Wembley finále EFL Trophy proti Lincoln City, které Shrewsbury prohrálo 1:0, a poté byl vybrán do Jedenáctky sezóny roku League One. Následující měsíc udržel Henderson v play-off League One dvě čisté konta v dvojzápase proti Charltonu Athletic, a pomohl týmu se dostat do finále. Henderson odehrál i finále proti Rotherhamu United; v 9. minutě chytil penaltu Davida Balla, nicméně porážce 2:1 po prodloužení nezabránil.

#### Sheffield United (hostování)

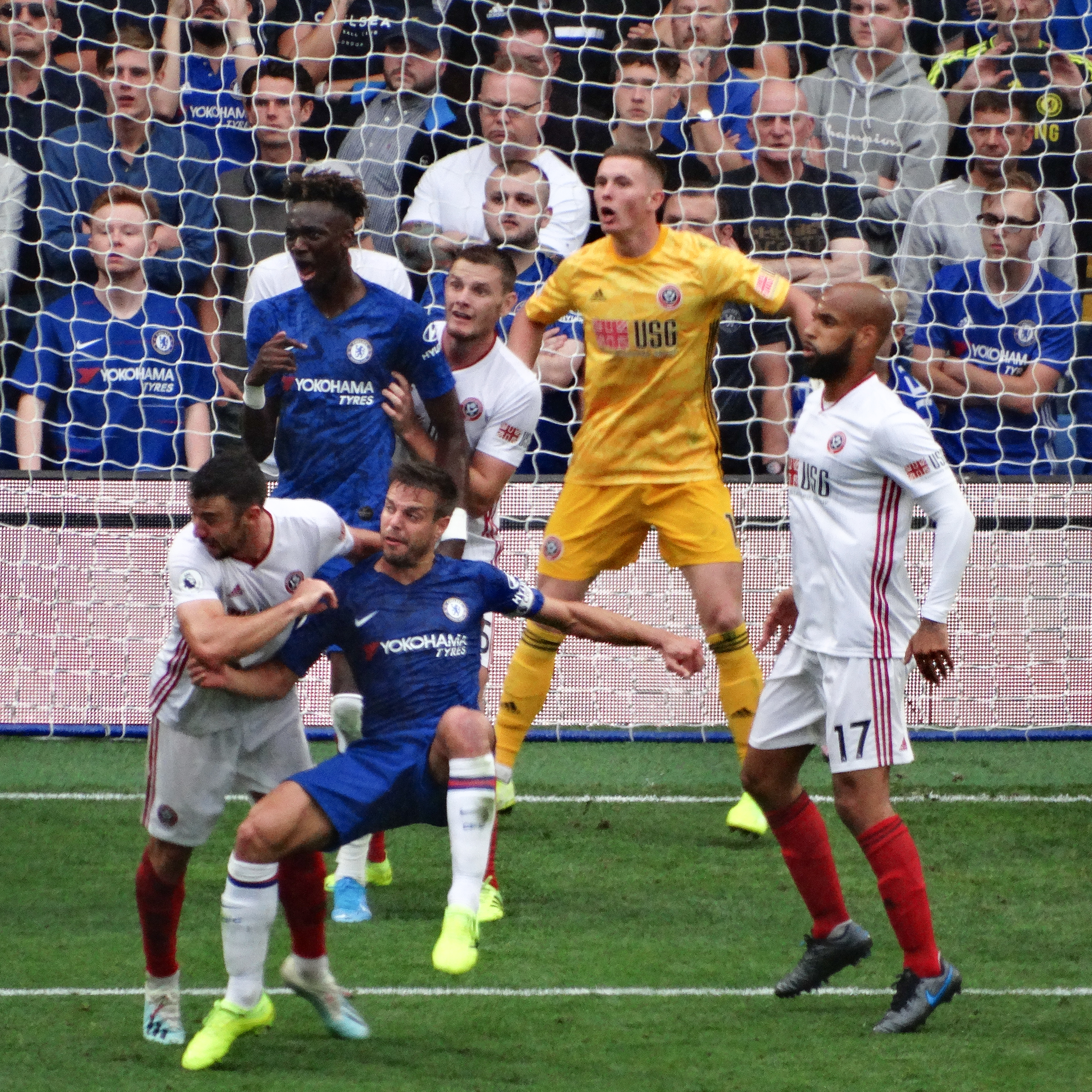
Henderson hrající zaSheffield United (2019)

V červnu 2018 prodloužil Henderson smlouvu se svým mateřským klubem do roku 2020. 18. června odešel na hostování do druholigového klubu Sheffieldu United na hostování do konce sezóny 2018/19, a pomohl jim k postupu do Premier League poprvé od roku 2007. Během svého ročního hostování získal Henderson cenu pro nejlepšího mladého klubového hráče roku, stejně tak obdržel ocenění pro Nejlepšího brankáře EFL Championship, když v lize udržel 20 čistých kont.
Dne 25. července 2019 podepsal Henderson novou smlouvu s Manchesterem do června 2022 a odešel na další roční hostování do Sheffieldu United. V Premier League debutoval 10. srpna, v utkání proti Bournemouthu. 28. září, v zápase proti Liverpoolu na Bramall Lane, udělal obrovskou chybu při střele Georginia Wijnalduma, který vyústila v jediný gól zápasu v 70. minutě. Manažer Sheffieldu Chris Wilder ho varoval, že se musí takových chyb vyvarovat, pokud chce chytat v Manchesteru United nebo anglické reprezentaci. 7. března, v zápase proti Norwichi, vychytal po rohovém kopu dvě tutovky na brankové čáře, Mario Vrančić a Josip Drmić ho prostřelit nedokázali. Henderson tak udržel čisté konto a i díky němu se Sheffild po výhře 1:0 posunul na průběžné 6. místo.

#### Návrat do Manchesteru United
Dne 26. srpna podepsal novou dlouhodobou smlouvu s Manchesterem United až do června roku 2025. Debutoval ve třetím kole Ligového poháru proti Lutonu a udržel si čisté konto během vítězství United 3:0. O týden později nastoupil do čtvrtého kola stejné soutěže a udržel si další čisté konto při vítězství 3:0 nad Brightonem. Dne 4. listopadu debutoval Henderson v Lize mistrů v základní skupině utkání proti tureckému Istanbulu Başakşehir. O dvacet pět dní později si odbyl ligový debut v klubu jako náhradník za zraněného Davida de Geu při výhře 3:2 nad Southamptonem.

## Reprezentační kariéra

### Anglie U20
Na konci srpna 2016 byl Henderson poprvé povolán týmem do týmu do 20 let. Debutoval dne 1. září 2016 při remíze 1:1 proti Brazílii. V květnu 2017 byl povolán do anglického týmu na Mistrovství světa hráčů do 20 let. Na turnaji odehrál jeden zápas v základní skupině proti Guineji, a zůstal na lavičce náhradníků během vítězství nad Venezuelou ve finále turnaje.

### Anglie U21
V srpnu 2017 byl Henderson poprvé povolán do týmu do 21 let na zápas proti Lotyšsku. Debutoval dne 24. března 2018 v přátelském utkání proti Rumunsku, které Anglie vyhrála 2:1. Henderson byl jmenován brankářskou jedničkou na Mistrovství Evropy do 21 let 2019.

### Seniorská reprezentace
Dne 8. října 2019 byl Henderson poprvé povolán do seniorské reprezentace manažerem Garethem Southgatem jako náhrada za zraněného Toma Heatona. Debutoval 12. listopadu 2020, když nastoupil do druhého poločasu přátelského utkání proti Irsku, když vystřídal Nicka Popea při vítězstvím 3:0.

## Statistiky

### Klubové
K 4. dubnu 2021
| Klub                     | Sezón   | Liga                  | Liga   | Liga | FA Cup | FA Cup | EFL Cup | EFL Cup | Evropské poháry | Evropské poháry | Ostatní | Ostatní | Celkem | Celkem |
| Klub                     | Sezón   | Liga                  | Zápasy | Góly | Zápasy | Góly   | Zápasy  | Góly    | Zápasy          | Góly            | Zápasy  | Góly    | Zápasy | Góly   |
| ------------------------ | ------- | --------------------- | ------ | ---- | ------ | ------ | ------- | ------- | --------------- | --------------- | ------- | ------- | ------ | ------ |
| Manchester United        | 2015/16 | Premier League        | 0      | 0    | 0      | 0      | 0       | 0       | 0               | 0               | —       | —       | 0      | 0      |
| Manchester United        | 2016/17 | Premier League        | 0      | 0    | 0      | 0      | 0       | 0       | 0               | 0               | 0       | 0       | 0      | 0      |
| Manchester United        | 2017/18 | Premier League        | 0      | 0    | 0      | 0      | 0       | 0       | 0               | 0               | —       | —       | 0      | 0      |
| Manchester United        | 2018/19 | Premier League        | 0      | 0    | 0      | 0      | 0       | 0       | 0               | 0               | —       | —       | 0      | 0      |
| Manchester United        | 2019/20 | Premier League        | 0      | 0    | 0      | 0      | 0       | 0       | 0               | 0               | —       | —       | 0      | 0      |
| Manchester United        | 2020/21 | Premier League        | 7      | 0    | 4      | 0      | 4       | 0       | 5               | 0               | —       | —       | 20     | 0      |
| Manchester United        | Celkem  | Celkem                | 7      | 0    | 4      | 0      | 4       | 0       | 5               | 0               | 0       | 0       | 20     | 0      |
| Stockport County (host.) | 2015/16 | National League North | 9      | 0    | —      | —      | —       | —       | —               | —               | —       | —       | 9      | 0      |
| Grimsby Town (host.)     | 2016/17 | League Two            | 7      | 0    | 0      | 0      | —       | —       | —               | —               | 0       | 0       | 7      | 0      |
| Shrewsbury Town (host.)  | 2017/18 | League One            | 38     | 0    | 2      | 0      | 1       | 0       | —               | —               | 7       | 0       | 48     | 0      |
| Sheffield United (host.) | 2018/19 | Championship          | 46     | 0    | 0      | 0      | 0       | 0       | —               | —               | —       | —       | 46     | 0      |
| Sheffield United (host.) | 2019/20 | Premier League        | 36     | 0    | 4      | 0      | 0       | 0       | —               | —               | —       | —       | 40     | 0      |
| Sheffield United (host.) | Celkem  | Celkem                | 82     | 0    | 4      | 0      | 0       | 0       | —               | —               | —       | —       | 86     | 0      |
| Celkem                   | Celkem  | Celkem                | 143    | 0    | 10     | 0      | 5       | 0       | 5               | 0               | 7       | 0       | 170    | 0      |

### Reprezentační
K 12. listopadu 2020
| Anglie | Anglie | Anglie |
| Rok    | Zápasy | Góly   |
| ------ | ------ | ------ |
| 2020   | 1      | 0      |
| Celkem | 1      | 0      |

## Ocenění

### Klubové

#### Shrewsbury Town
- EFL Trophy: 2017/18 (druhé místo)[56]

#### Sheffield United
- EFL Championship: 2018/19 (druhé místo)[57]

### Reprezentační

#### Anglie U20
- Mistrovství světa do 20 let: 2017[50]

### Individuální
- Jedenáctka sezóny EFL League One: 2017/18 [29]
- Mladý hráč roku Sheffieldu United: 2018/19,[58] 2019/20[59]
- Nejlepší brankář EFL Championship: 2018/19[60]